# Top Esports
Top Esports (tiếng Trung: 滔搏电子竞技俱乐部; bính âm: Tāo Bó diànzǐ jìngjì jùlèbù; từ Hán Việt: Thao Bác điện tử cạnh kỹ câu lạc bộ), viết tắt: TES; trước đây được gọi là Topsports Gaming, viết tắt: TOP; là một tổ chức thể thao điện tử của Trung Quốc. Đội tuyển Liên Minh Huyền Thoại của TES hiện đang thi đấu tại giải League of Legends Pro League (LPL), giải đấu thể thao điện tử Liên Minh Huyền Thoại cấp cao nhất ở Trung Quốc. TOP được thành lập vào ngày 21 tháng 12 năm 2017, gia nhập thi đấu LPL thay thế vị trí được mua lại từ DAN Gaming.
Top Esports là nhà vô địch League of Legends Pro League Mùa Hè 2020, đại diện tham gia Chung kết thế giới Liên Minh Huyền Thoại 2020.

## Lịch sử
Vào ngày 21 tháng 12 năm 2017, thương hiệu Topsports Gaming đã được công bố, cùng với việc mua lại DAN Gaming và vị trí LPL của câu lạc bộ này. Giải đấu đầu tiên của đội là Giải vô địch Demacia 2017, nơi họ xếp vị trí thứ chín đến 15 sau khi để thua ở vòng 3 trước Suning.
Topsports là thành viên của nhánh phía Đông LPL trong Mùa Xuân 2018, đứng thứ bảy với thành tích 3 – 16. Đối với mùa giải Mùa Hè 2018, Topsports đã được chuyển đến nhánh phía Tây, nơi họ đứng thứ ba với thành tích 10 – 9, đủ điều kiện cho vòng loại trực tiếp. Đội đã thua ở vòng đầu tiên trước Royal Never Give Up. Topsports là một trong tám đội tham dự Giải Thể thao Điện tử Quốc gia 2018 (NEST 2018), xếp thứ hai sau khi để thua JD Gaming trong trận chung kết. Kết quả này đủ điều kiện cho Topsports tham dự Demacia Cup mùa Đông 2018, nơi đội giành vị trí thứ hai sau khi để thua Invictus Gaming trong trận chung kết.
Trong giai đoạn lượt đi trước thềm LPL Mùa Xuân 2019, Topsports đã thay đổi đội hình chính của họ, bao gồm người đi đường trên Bai 369 Jiahao, người đi rừng Xiong Xx Yulong, người đi đường giữa Zhuo Knight Ding, người đi đường dưới Lee LokeN Dong-wook, và hỗ trợ Nam Ben Dong-hyun. Đội đứng thứ ba trong mùa giải vòng tròn với thành tích 11 – 4 và đứng thứ tư trong các trận play-off sau khi để thua Invictus Gaming ở trận bán kết và FunPlus Phoenix trong trận tranh hạng ba. Tại NEST 2019, Topsports đã sắp xếp danh sách vận động viên thực tập sinh tham gia thi đấu và xếp thứ năm đến thứ tám sau khi để thua Edward Gaming ở tứ kết.
Vào ngày 15 tháng 05 năm 2019, Topsports Gaming thông báo đã được đổi tên thành Top Esports. Top Esports đứng thứ hai trong mùa giải thường của LPL Mùa Hè 2019 và thứ ba trong trận play-off sau khi giành chiến thắng trong trận tranh hạng ba với Bilibili Gaming. Đội đã không thể giành quyền tham dự Giải vô địch thế giới 2019 sau khi thua Invictus Gaming ở lượt cuối cùng của vòng chung kết khu vực. Xiong Xx rời đội vào ngày 15 tháng 12 năm 2019 và được thay thế bởi cựu binh LMS Hung Karsa Hao-hsuan. Ben và LokeN cũng rời câu lạc bộ ngay sau đó, lần lượt được thay thế bởi Zhang QiuQiu Ming và Liang yuyanjia Jiayuan, và Ying Photic Qishen. Top Esports để thua Vici Gaming trong trận bán kết Demacia Cup 2019 và xếp thứ năm đến thứ tám.
Trong mùa giải LPL Mùa Xuân 2020, Top Esports đã thay thế liên tục giữa QiuQiu và yuyanjia ở vai trò hỗ trợ và bố trí Yu JackeyLove Wenbo, cựu tuyển thủ Invictus Gaming và cựu nhà vô địch thế giới trở thành người đi đường dưới. Top Esports đã đứng thứ tư trong vòng loại với thành tích 11 – 5. Sau khi đánh bại Team WE và Invictus Gaming lần lượt ở tứ kết và bán kết, Top Esports đã lọt vào trận chung kết LPL đầu tiên của câu lạc bộ. Sau một loạt trận sát nút, Top Esports để thua JD Gaming tại trận chung kết tổng, kết thúc với vị trí á quân Mùa Xuân 2020.

## Thành tích
| Thứ hạng | Giải đấu                         | Kết quả chung cuộc (T–B)      |
| -------- | -------------------------------- | ----------------------------- |
| 9th–15th | Demacia Championship 2017        | 1–2 (vs Suning Gaming)        |
| 7th      | LPL mùa xuân 2018 (phía đông)    | 3–16                          |
| 1st      | Xinhua E-Sports Conference       | 3–1 (vs ThunderoBot Gaming)   |
| 3rd      | LPL mùa hè 2018 (phía tây)       | 10–9                          |
| 6th      | LPL Playoffs mùa hè 2018         | 1–3 (vs Royal Never Give Up)  |
| 2nd      | NEST 2018                        | 1–2 (vs JD Gaming)            |
| 2nd      | Demacia Cup 2018                 | 1–3 (vs Invictus Gaming)      |
| 3rd      | 2019 LPL mùa xuân 2019           | 11–4                          |
| 4th      | 2019 LPL Playoffs mùa xuân 2019  | 1–3 (vs FunPlus Phoenix)      |
| 5th–8th  | NEST 2019                        | 1–2 (vs Edward Gaming)        |
| 2nd      | Rift Rivals 2019 LCK-LPL-LMS-VCS | 1–3 (vs LCK)                  |
| 2nd      | LPL mùa hè 2019                  | 12–3                          |
| 3rd      | LPL Playoffs mùa hè 2019         | 3–0 (vs Bilibili Gaming)      |
| 2nd      | LPL Vòng loại khu vực 2019       | 2–3 (vs Invictus Gaming)      |
| 5th–8th  | Demacia Cup 2019                 | 2–3 (vs Vici Gaming)          |
| 3rd      | LPL Scrims League 2020           | 2–2                           |
| 4th      | LPL mùa xuân 2020                | 11–5                          |
| 2nd      | LPL Playoffs mùa xuân 2020       | 2–3 (vs JD Gaming)            |
| 1st      | Mid-Season Cup 2020              | 3–1 (vs FunPlus Phoenix)      |
| 1st      | LPL mùa hè 2020                  | 13–3                          |
| 1st      | LPL Playoffs mùa hè 2020         | 3–2 (vs JD Gaming)            |
| 3rd-4th  | Chung kết thế giới 2020          | 1-3 (vs Suning tại Bán kết 2) |